# Thyreocephalus guineensis
Thyreocephalus guineensis – gatunek chrząszcza z rodziny kusakowatych i podrodziny kusaków.
Gatunek ten opisany został po raz pierwszy w 1912 roku przez Maxa Bernhauera pod nazwą Eulissus guineensis. Jako lokalizację typową wskazano Gwineę. Do rodzaju Thyreocephalus przeniesiony został w 2015 roku przez Jiríego Janáka i Arnalda Bordoniego. W obrębie tegoż rodzaju tworzy wraz z T. paraferox podgrupę gatunków guineensis w grupie „a”.
Chrząszcz o silnie wydłużonym ciele długości od 17 do 17,5 mm, ubarwionym ciemnorudobrązowo z dużymi, żółtymi, przednio-bocznymi łatami na pokrywach oraz czerwono rozjaśnionymi szóstym i genitalnym segmentami odwłoka. Głowa jest wydłużona, zaopatrzona w dwa chetopory zaoczne, pozbawiona punktów na dysku oraz punktów ocznych wewnętrznych. Warga górna ma formę płatowatą. Węższe i krótsze od głowy przedplecze w zarysie ma silnie rozszerzony przód i zafalowane brzegi boczne. Tak szerokie i długie jak przedplecze pokrywy mają punktowanie ułożone w trzy szeregi na każdej: przyszwowy, środkowy i boczny. Oskórek odwłoka żłobią drobne, głębokie, gęsto rozmieszczone punkty. Genitalia samca mają bardzo duży, podługowaty, stosunkowo wąski edeagus z długimi paramerami, szerokim płatem środkowym i bardzo długim, taśmowatym woreczkiem wewnętrznym o powierzchni pokrytej łuskami.
Owad afrotropikalny, znany z Wybrzeża Kości Słoniowej, Ghany, Nigru, Nigerii, Kamerunu, Republiki Środkowoafrykańskiej i Konga.